# Plecoptera sakalava
Plecoptera sakalava là một loài bướm đêm trong họ Erebidae.